# Éric Moussambani
Éric Moussambani Malonga (ur. 31 maja 1978) – pływak z Gwinei Równikowej.
Zyskał międzynarodowy rozgłos, kiedy podczas letnich Igrzysk Olimpijskich w Sydney w 2000 pokonał 100 metrów stylem dowolnym w czasie 1.52.72, dwukrotnie wolniejszym od najszybszych rywali. Nie musiał osiągać minimum olimpijskiego, aby zakwalifikować się na Igrzyska – był jednym z beneficjentów tzw. dzikiej karty. Do olimpijskiego finału nigdy nie widział basenu o 50-metrowej długości, czyli obiektu takiego, na jakim przyszło mu rywalizować. Trenował głównie w 20-metrowym basenie w stołecznym hotelu.
W ciągu czterech lat dzielących go od następnych Igrzysk uczynił znaczące postępy – uzyskał rekord życiowy niższy niż 60 s na 100 m. Mimo to nie wystąpił na igrzyskach z powodu kłopotów związanych z uzyskaniem wizy wjazdowej.
W 2020 został trenerem kadry narodowej pływaków Gwinei Równikowej, przygotowując ich do startu w Igrzyskach Olimpijskich w Tokio